# John Stafford (1er comte de Wiltshire)
Pour les articles homonymes, voir John Stafford.
John Stafford (24 novembre 1427 – 8 mai 1473), 1er comte de Wiltshire, est un aristocrate anglais.

## Biographie
Né le 24 novembre 1427, John Stafford est le troisième fils d'Humphrey Stafford, 1er duc de Buckingham, et de son épouse Anne Neville. Initialement partisan de la maison de Lancastre au début de la guerre des Deux-Roses, il participe à la bataille de Northampton le 10 juillet 1460, lors de laquelle son père est tué. Toutefois, il semble s'être rapidement accommodé avec la maison d'York, puisque le roi Édouard IV le nomme chevalier de l'ordre du Bain dès l'année suivante. Par ailleurs, il combat pour la maison d'York lors de la bataille de Hexham le 15 mai 1464.
En récompense de ses services, John Stafford est nommé intendant à vie du duché de Lancastre en 1469. Puis, le 5 janvier 1470, il est élevé au rang de comte de Wiltshire, ce qui témoigne de la grande confiance que lui accorde Édouard IV. À l'inverse, son frère aîné Henry est traité avec suspicion en raison de ses relations avec la maison de Lancastre. Après une rébellion infructueuse de Richard Neville, 16e comte de Warwick, John Stafford reçoit conjointement avec son beau-père Walter Blount, 1er baron Mountjoy (en), le pouvoir de pardonner tout rebelle se soumettant avant le 7 mai 1470.
Lorsque la maison de Lancastre est restaurée sur le trône en octobre 1470, John Stafford figure parmi les personnalités arrêtées pour leur association passée avec Édouard IV et n'est pas convoqué le mois suivant par Richard Neville au Parlement tenu au nom du roi Henri VI. Après sa restauration définitive sur le trône, Édouard IV nomme Stafford à l'ordre de la Jarretière en 1472, en remerciement de sa loyauté pendant son exil, et le charge de négocier avec les ambassadeurs du roi Jacques III d'Écosse. John Stafford meurt subitement le 8 mai 1473 et a pour héritier son fils Edward.

## Mariage et descendance
John Stafford épouse vers 1458 Constance Green, fille d'un propriétaire terrien du Northamptonshire et ancienne pupille de son père. Ce dernier accorde au couple à l'occasion de ses noces le manoir de Newton Blossomville, situé dans le Buckinghamshire. Un seul enfant est issu de ce mariage :
- Edward Stafford (7 avril 1470 – 24 mars 1499), 2e comte de Wiltshire, épouse Margaret Grey.